# Даром адом
Даром адом (івр. דרום אדום, «Червоний південь») — щорічний фестиваль присвячений цвітінню анемонів, що проводиться у Північному Негеві в Ізраїлі. 

## Анемони в Ізраїлі
Анемона корончата